# Гас до даске 3
Гас до даске 3 (енгл. Rush Hour 3) је америчка акциона комедија из 2007. године режисера Брета Ратнера, са Џекијем Ченом и Крисом Такером у главним улогама. Представља трећи и за сада последњи филм у серијалу Гас до даске, и директан је наставак филма Гас до даске 2 из 2001. године. Радња наставља прича о инспектору Лију и детективу Џејмсу Картеру, који овог пута одлазе у Париз како би разоткрили мистерију о највећој криминалној организацији на свету, кинеским тријадама.
Премијерно је реализован у биоскопе САД 10. августа 2007. године, и током првог викенда премијере филм је остварио солидан бруто приход од 49.1 милиона $, док се укупна зарада процењује на око 258.1 милиона $. Интересантно је да филм није приказан у кинеским биоскопима 2007. године, како би (према речима пословног представника) уступио место већем броју страних филмова за ту годину, пошто је квота за увоз филмова сваке године 20.
Добио је претежно помешане критике, и као свој претходник знатно је боље прихваћен код публике него код критичара. Због огромног комерцијалног успеха серијала, режисер Брет Ратнер и сценариста Џеф Нејтансон су дуго разматрали могућност снимања наставка, али до њега није дошло, јер би према речима режисера Брета Ратнера трошкови за израду наставка били превише високи, док би такође требало да се издвоји велика сума новца за повратак главних глумаца, Џекија Чена и Криса Такера. У интервјуу 12. маја 2012. године за амерички дневни лист The Arizona Republic, Џеки Чен је открио да још увек планира да се врати у наставак Гаса до даске, као и у наставак филма Карате Кид.

## Радња
Три године након догађаја који су се одиграли у претходном филму, кинески амбасадор Хан, чији је телохранитељ главни инспектор полиције Хонг Конга Ли, обраћа се јавности на Светском кривичном суду у Лос Анђелесу, ради изношења важних информација о највећој криминалној организацији на свету, кинеским тријадама. И након што је амбасадор почео да говори о Шај Шену (појединац од великог значаја за кинеску мафију), и пре него што је успео да изнесе кључну информацију о томе где се налази Шај Шен, упуца га непознати атентатор. Ли креће у потеру за атентатором, али открива да је атентатор заправо његов хранитељски брат из детињства, Кенџи, па пошто Ли оклева да га убије, Кенџи му успе побећи. Ускоро се Лију придружује Картер, и њих двојица заједно крећу стопама атентатора у Париз, како би открили нешто више о кинеским тријадама, и сазнали ко је заправо Шај Шен...

## Улоге
| Глумац           | Улога                 |
| ---------------- | --------------------- |
| Џеки Чен         | инспектор Ли          |
| Крис Такер       | детектив Џејмс Картер |
| Хиројуки Санада  | Кенџи                 |
| Ноеми Леноар     | Жанвјев/Шај Шен       |
| Иван Атал        | таксиста Жорж         |
| Јоуки Кудо       | змајева дама          |
| Макс фон Сидоу   | министар Рејнард      |
| Џанг Ђингчу      | Су Јанг               |
| Ци Ма            | амбасадор Хан         |
| Дејна Ајви       | сестра Агнес          |
| Хенри О          | учитељ Ју             |
| Мија Тајлер      | Марша                 |
| Филип Бејкер Хол | капетан Вилијам Дел   |
| Роман Полански   | комесар Реви          |
| Оан Нгујен       | инструктор Ми         |
| Сун Минг Минг    | Кунг фу џин           |